# Leny Escudero
Leny Escudero, (Aurizberri/Espinal, 1932. november 5. – Giverny, 2015. október 9.) francia színész, énekes, dalszerző. A spanyol polgárháború száműzötteinek fia.

## Pályafutása
Leny Escudero cigány származású apja és spanyol anyja köztársaságiak voltak, akik 1939-ben elhagyták a spanyol polgárháború által sújtott országukat, és Franciaországba menekültek. A határátlépés során Escudero a felfordulásban elveszítette szüleit, és a Vöröskereszt egyik teherautójában találja magát, amely az elveszett gyerekeket táborokba vitte. Mindegyikük állampolgársági iratokat kapott. Escudero azonban kiugrott a mozgó teherautóból, és néhány napig rejtve maradt a vadonban. Azt sem tudta, hogy már Franciaországban van. Aztán sikerült megtalálnia a családját.
A Mayenne-Ouest városi fiúiskolába járt. Ifjúságát Mayenne-ben töltötte, ahol megnősült, majd Párizsba ment. Apró munkáknak köszönhetően szerényen keresett csak pénzt, haditengerészetnél csöveket szerelt. Aztán kőműves lett – ekkor hivatalosan még spanyol volt, papírok és munkavállalási engedély nélkül.
Escudero énekes karrierje 1957-ben kezdődött a Saint-Gaudérique kerület közelében, ahová gyermekei iskolába jártak. 1962-ben adta ki első lemezét („Ballade à Sylvie”), mely káprázatos sikert aratott. 1964-ben kiadta a "Stéphanie" című kislemezt. 1965-ben beutazta a fél világot: Dél-Amerika, Közel-Kelet, Egyesült Államok, Szovjetunió, Afrika.
1970-ben visszatért Franciaországba és újra komponált. A „Charles-Cros Academy Escudero 71” című albumát a Grand Prix du Disque de la Chanson Française díjjal jutalmazták.
Az 1970-es évektől visszatért a pódiumra. Az énekes-dalszerző, szövegei gyakran komoly témákkal foglalkoznak, mint például a spanyol polgárháborúval, a diktatúrák és bolygónk lakóival szembeni rossz bánásmóddal, vagy a meneküléssel. pályafutása során számos politikailag elkötelezett dalt komponált, mint például a „Vivre pour des idées”, vagy a „Je t’attend à Charonne1”.
Escudero Givernyben telepedett le. Három gyermeke: Christine, Julian és Stefany. Julian napja összes koncertjén ott volt. Escudero szerepelt filmekben és televíziós sorozatokban, és részt vett néhány filmzene elkészítésében. 2006-banfellépett az Olympiában. A következő évben turnézott. 2013-ban, majd 2015-ban kiadta önéletrajza két kötetét. 2013 júliusában feleségül vette Céleste Bettencourt-t, akinek életében huszonöt éven át osztozott.
2015. október 9-én halt meg Givernyben lévő otthonában. Mayenne-ben a nevét még életében egykori iskolájáját, a La Baconnière állami iskolát róla nevezték el.

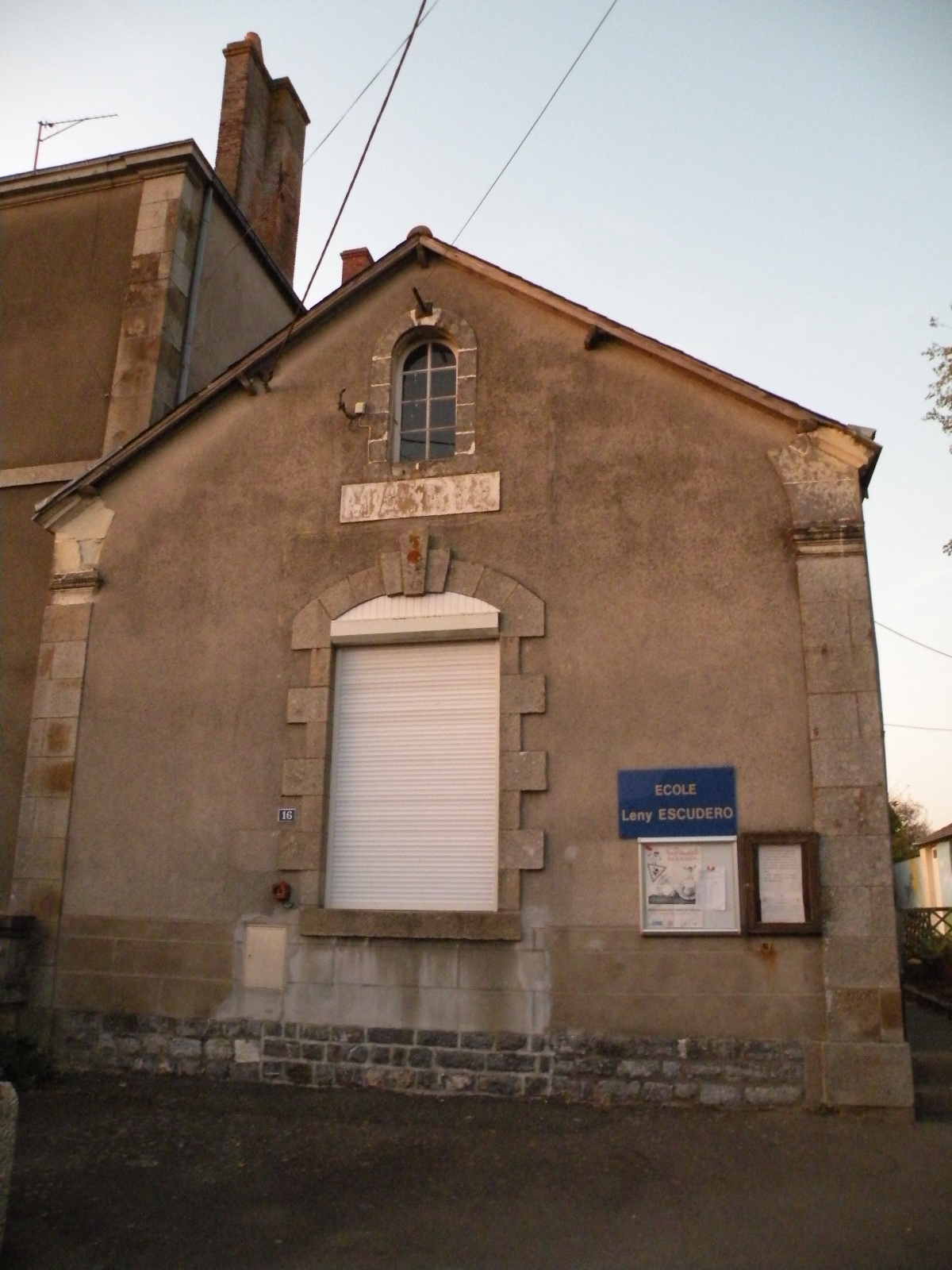
Az iskola

## Albumok
- 1962: Pour une amourette
- 1963: À Malypense
- 1965: Rachel
- 1966: Petite mère
- 1967: Je t'attends à Charonne
- 1971: Escudero 71
- 1973: Vivre pour des idées
- 1974: Le Voyage
- 1977: La Planète des fous
- 1978: La Grande Farce
- 1979: Escudero sur scène
- 1980: Grand-père
- 1982: Je veux toujours rester petite
- 1984: Dérives
- 1994: Comme un voyageur secret
- 1996: Une vie (réenregistrements)
- 1997: Leny Escudero chante la liberté
- 1999: Le Tiers Amour

## Mozifilmek
- 1980: La Femme flic
- 1989: Rouget le braconnier
- 1990: Le Dénommé

## Televízió
- 1962: Passe-temps
- 1964: Amigos del martes (27 epizód)
- 1967: Valmy
- 1973: Babeau
- 1974: Les femmes aussi ont perdu la guerre
- 1979: Charles Clément
- 1998: Docteur Sylvestre
- 2002: Louis la Brocante

## Díjak
- Grand Prix du Disque de la Chanson Française

## Fordítás
- Ez a szócikk részben vagy egészben  a   Leny Escudero című francia Wikipédia-szócikk ezen változatának fordításán alapul.  Az eredeti cikk szerkesztőit annak laptörténete sorolja fel. Ez a jelzés csupán a megfogalmazás eredetét és a szerzői jogokat jelzi, nem szolgál a cikkben szereplő információk forrásmegjelöléseként.